# Lincoln Township (comté d'O'Brien, Iowa)
Pour les articles homonymes, voir Lincoln Township.
Lincoln Township est un township, du comté d'O'Brien en Iowa, aux États-Unis,.

## Source de la traduction
- (es) Cet article est partiellement ou en totalité issu de l’article de Wikipédia en espagnol intitulé « Municipio de Lincoln (condado de O'Brien, Iowa) » (voir la liste des auteurs).